# Marcel Kösling

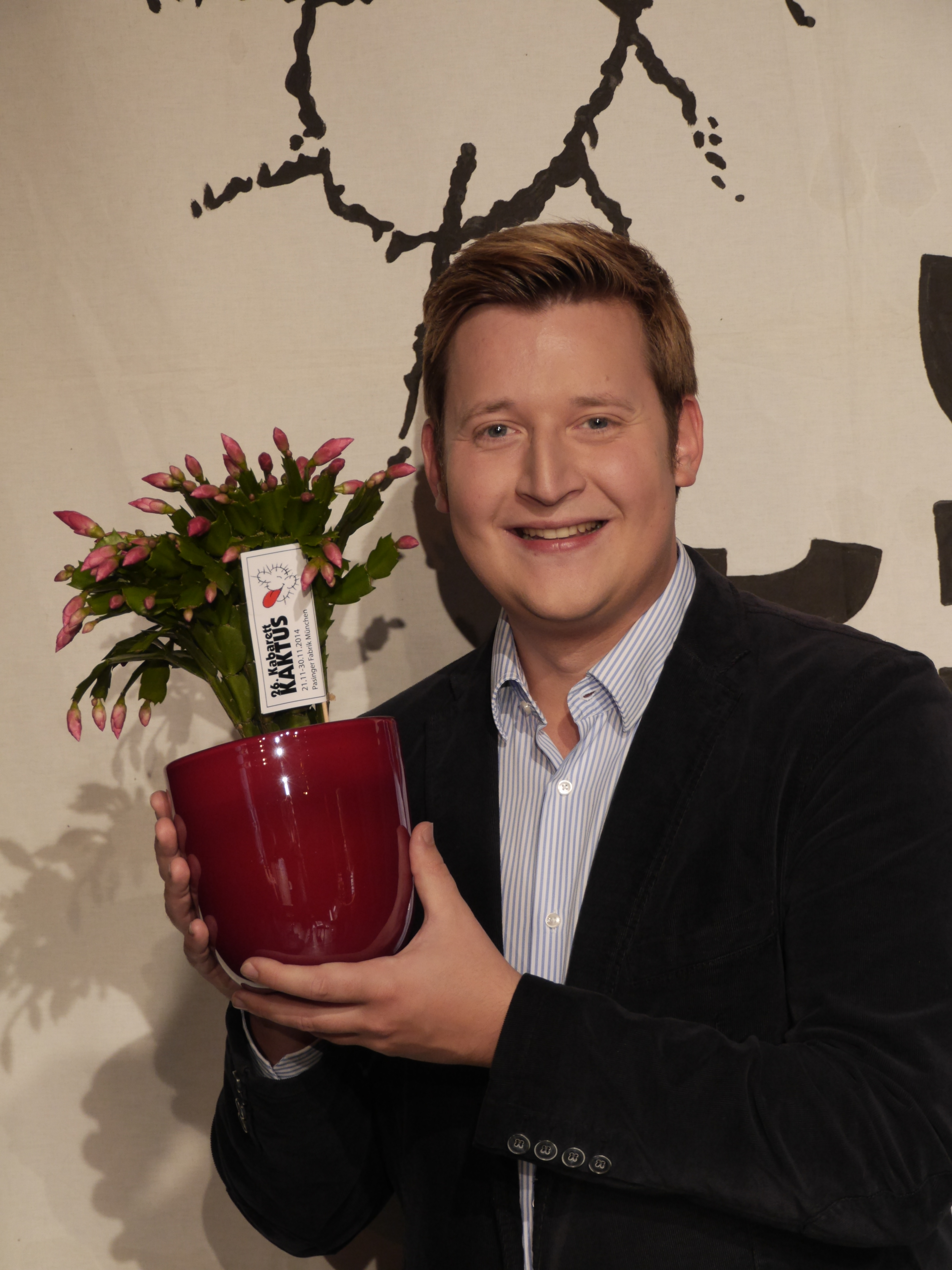
Marcel Kösling, Kabarett Kaktus 2014 Preisträger

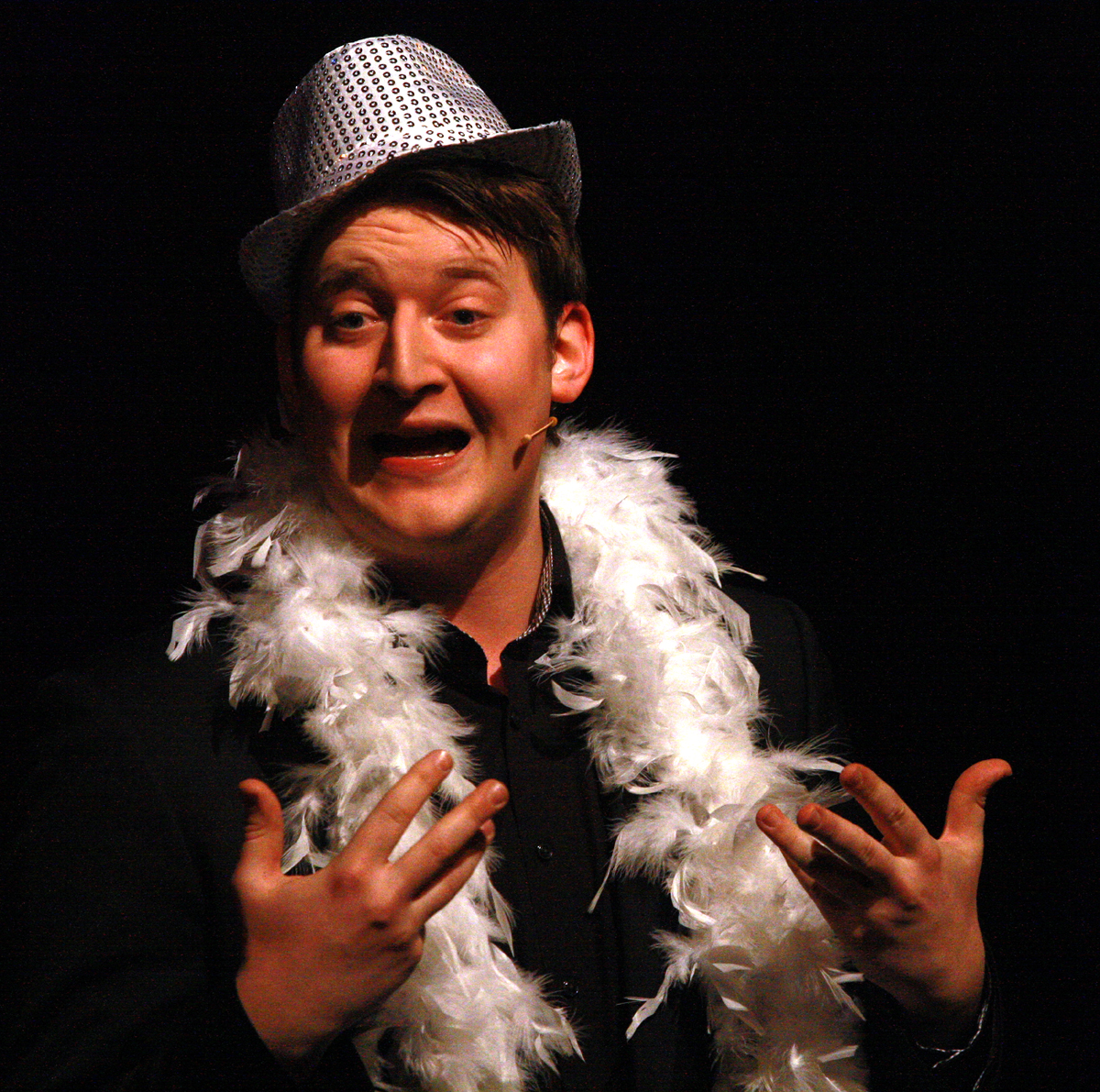
Marcel Kösling in Freiburg 2013

Marcel Kösling (* 1986 in Hamburg) ist ein deutscher Kabarettist, Zauberkünstler und Moderator.
Marcel Kösling verbindet in seinen Shows Zauberei, Comedy, Kabarett und Musik. Er lebt in Hamburg.
Regelmäßig ist er zu Gast im Quatsch Comedy Club, im Schmidt Theater und bei NightWash. Im Frühjahr 2012 stellte er einen Weltrekord für das Guinness-Buch der Rekorde auf, in dem er mit Zauberkollegen 'Die meisten Zauberkünstler in einer Gala' auftreten ließ. Am 22. April 2016 erschien seine erste CD „Keine halben Sachen!“, am 22. Dezember 2016 die gleichnamige DVD. Mit seinen Programmen tourt er im gesamten deutschsprachigen Raum.

## Auszeichnungen
- 2011: 1. Platz „Österreichischer Kleinkunstpreis Schmähtterling“[4]
- 2012: 1. Platz „3. Niedersächsischer Laubenpieper“[5]
- 2012: 2. Platz beim „Stuttgarter Comedy Clash“
- 2013: Finalist beim Hamburger Comedy Pokal[6]
- 2013: 2. Platz beim „Euskirchener Kleinkunstpreis“[7]
- 2014: 1. Platz Klagenfurter Kleinkunstpreis[8]
- 2014: 1. Platz Kleinkunstpreis „Die Krönung“, Schweiz[9]
- 2014: Publikumspreis beim Jugend kulturell Förderpreis „Kabarett & Co“ (Vorentscheidung Fulda, 2014)[10]
- 2014: Deutscher Vize-Meister der Zauberkunst (Sparte: Comedy)[11]
- 2014: 1. Platz Kabarett Kaktus[12]
- 2016: Preisträger Kulturpreis des Kreises Segeberg[13]
- 2017: Preisträger Kulturpreis Stadt Norderstedt[14]

## Fernsehen
- NDR Comedy Contest, NDR (2015)
- Die große Comedy Chance, ORF (2014)
- Vereinsheim Schwabing (Memento vom 2. Oktober 2014 im Internet Archive), ARD/BR (2014)

## Programme
- Der JunQuäler (2005)
- Bezauberndes Deutschland (2006–2008)
- A Magic Concert In Church (2009–2013)
- Skandal (2009–2012)
- Magic Secrets (2011–2013)
- Zeitensprünge (2012–2015)
- Keine halben Sachen! (2015–2017)
- Kösling geht aufs Ganze! (2017–2020)
- Streng geheim! (seit 2022)

## Veröffentlichungen
- CD „Keine halben Sachen!“, Housemaster Records (2016)[15]

- DVD „Keine halben Sachen!“, Housemaster Records (2016)[16]